# ルリハシグロカワセミ
ルリハシグロカワセミ（学名：Alcedo quadribrachys）は、ブッポウソウ目カワセミ科カワセミ属に分類される鳥の一種。ザンビア以南のサブサハラアフリカに広く生息している。

## 亜種
亜種は以下の通りである。
- A. q. guentheri
- A. q. quadribrachys